# Simonswald
Simonswald es un municipio en el distrito de Emmendingen en Baden-Wurtemberg, Alemania.

## Puntos de interés
Cascadas del Zweribach